# Kahreman Ylli
Kahreman Sinan Ylli (ur. 22 kwietnia 1917 we wsi Leshnjë, Okręg Skrapar, zm. 3 września 1975 w Durrësie) – albański pedagog, polityk i dyplomata, w latach 1948–1952 minister edukacji w rządzie Envera Hodży.

## Życiorys
Syn Sinana Ylliego. W 1935 ukończył szkołę pedagogiczną w Elbasanie i podjął pracę nauczyciela w szkole w Zaloshnji. Dzięki wsparciu ze strony zamożnej rodziny Myftiu, Ylli mógł wyjechać za granicę, aby tam kontynuować naukę. W latach 1936–1938 kształcił się w Akademii Pedagogicznej w Lyonie. W czasie pobytu we Francji mieszkał w domu Gogo Nushiego. Tam też związał się ze środowiskiem radykalnej młodzieży albańskiej, a także z Francuską Partią Komunistyczną), działając pod pseudonimem Burlati. Po powrocie do kraju w 1938 objął stanowisko dyrektora szkoły w Peshkopii, a następnie przeniósł się do szkoły w Elbasanie. W latach 1941–1942 pełnił funkcję dyrektora szkół w Korczy i w Gostiwarze, a następnie inspektora szkół w okręgu Berat.
W 1941 wstąpił w Korczy do Komunistycznej Partii Albanii, w której używał pseudonimu Burlati. W marcu 1943 został członkiem Komitetu Centralnego partii, w tym samym czasie aresztowany przez włoskie władze okupacyjne, ale wkrótce uwolniony z braku dowodów.
W 1943 porzucił pracę w szkole i trafił do 14 brygady partyzanckiej, w której początkowo pełnił funkcję zastępcy komisarza politycznego, a następnie komisarza. Używał pseudonimu Bariu. W 1944, po przejęciu władzy przez komunistów pełnił funkcję dyrektora personalnego w ministerstwie edukacji, a następnie pracował w Urzędzie Rady Ministrów. W latach 1946–1948 pełnił funkcję ambasadora Albanii we Francji. W 1946 stał na czele delegacji, reprezentującej Albanię przed Międzynarodowym Trybunałem Sprawiedliwości w Hadze w sprawie incydentu w Cieśninie Korfu. Po zakończeniu misji dyplomatycznej objął tekę ministra edukacji, którą sprawował przez cztery lata.
W 1952 został usunięty ze stanowiska i oskarżony o ukrywanie niewygodnych faktów ze swojego życiorysu. Dowodem miała być notka umieszczona w 1939 w czasopiśmie Fashizmi, wskazująca jakoby Ylli należał w tym czasie do Albańskiej Partii Faszystowskiej. Ylli zaprzeczył tym zarzutom i po oczyszczeniu powrócił do resortu edukacji, w którym objął stanowisko wiceministra. W 1961 został rektorem Uniwersytetu Tirańskiego i pełnił tę funkcję do 1970. Po 1970 poświęcił się pracy w komitecie centralnym Albańskiej Partii Pracy.
W latach 1946–1975 zasiadał w Zgromadzeniu Ludowym. Utopił się w czasie kąpieli na plaży w Durrësie. Śledztwo wykazało, że przyczyną śmierci był nieszczęśliwy wypadek.
W setną rocznicę urodzin został uhonorowany pośmiertnie Orderem Nderi i Kombit (Honor Narodu) oraz tytułem Nauczyciel Ludu (Mesues i Popullit). Imię Ylliego nosi ulica w tirańskiej dzielnicy Kinostudio, a także szkoła w Skraparze.